# Quỳnh Nguyên
Quỳnh Nguyên là một xã thuộc huyện Quỳnh Phụ, tỉnh Thái Bình, Việt Nam.
Xã có diện tích 4,75 km², dân số năm 1999 là 6170 người, mật độ dân số đạt 1299 người/km².